# Pterichis parvifolia
Pterichis parvifolia är en orkidéart som först beskrevs av John Lindley, och fick sitt nu gällande namn av Rudolf Schlechter. Pterichis parvifolia ingår i släktet Pterichis och familjen orkidéer. Inga underarter finns listade i Catalogue of Life.